# Racjonalizm (językoznawstwo)
Racjonalizm – postawa językowa, w Polsce reprezentowana przez grupę językoznawców, a także przez niektórych innych humanistów, publicystów i pisarzy. Charakteryzuje się naukowym podejściem do języka, jego rozumową analizą (podpartą wiedzą z zakresu językoznawstwa), chociaż czasami także własną intuicją językową. Przedstawiciele tej postawy postrzegają język jako wartość, ale nie traktują go emocjonalnie. Postawa ta jest uznawana przez część językoznawców za najlepszą, także dla każdego, niewykształconego w tej dziedzinie użytkownika języka. Dążą do jej popularyzacji poprzez podnoszenie świadomości językowej w społeczeństwie.